# Condeixa-a-Velha
Condeixa-a-Velha ist ein Ort und eine ehemalige Gemeinde (Freguesia) im portugiesischen Kreis (Concelho) von Condeixa-a-Nova. Die Gemeinde hatte 3511 Einwohner (Stand 30. Juni 2011).

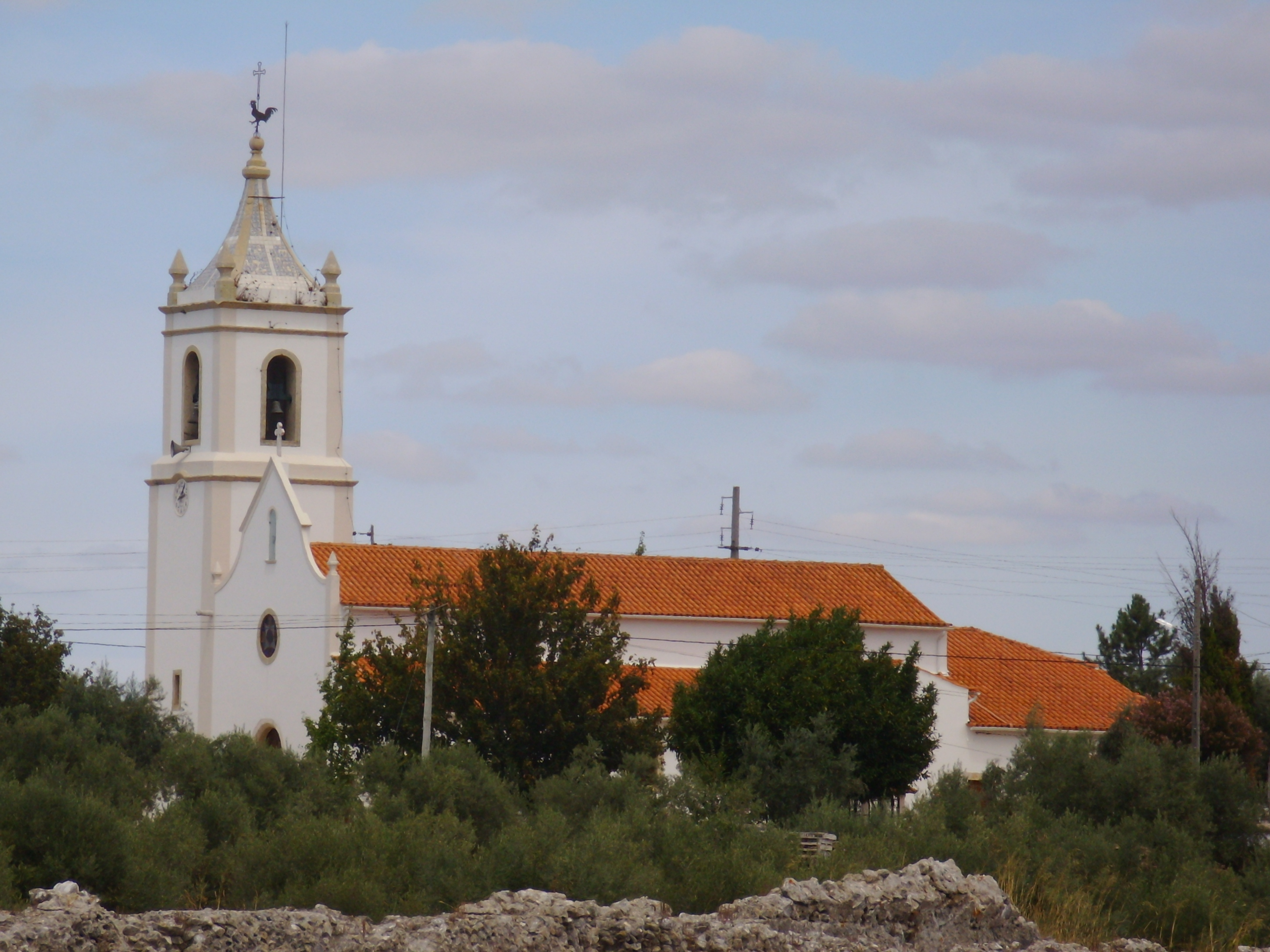
Die Hauptkirche der Gemeinde

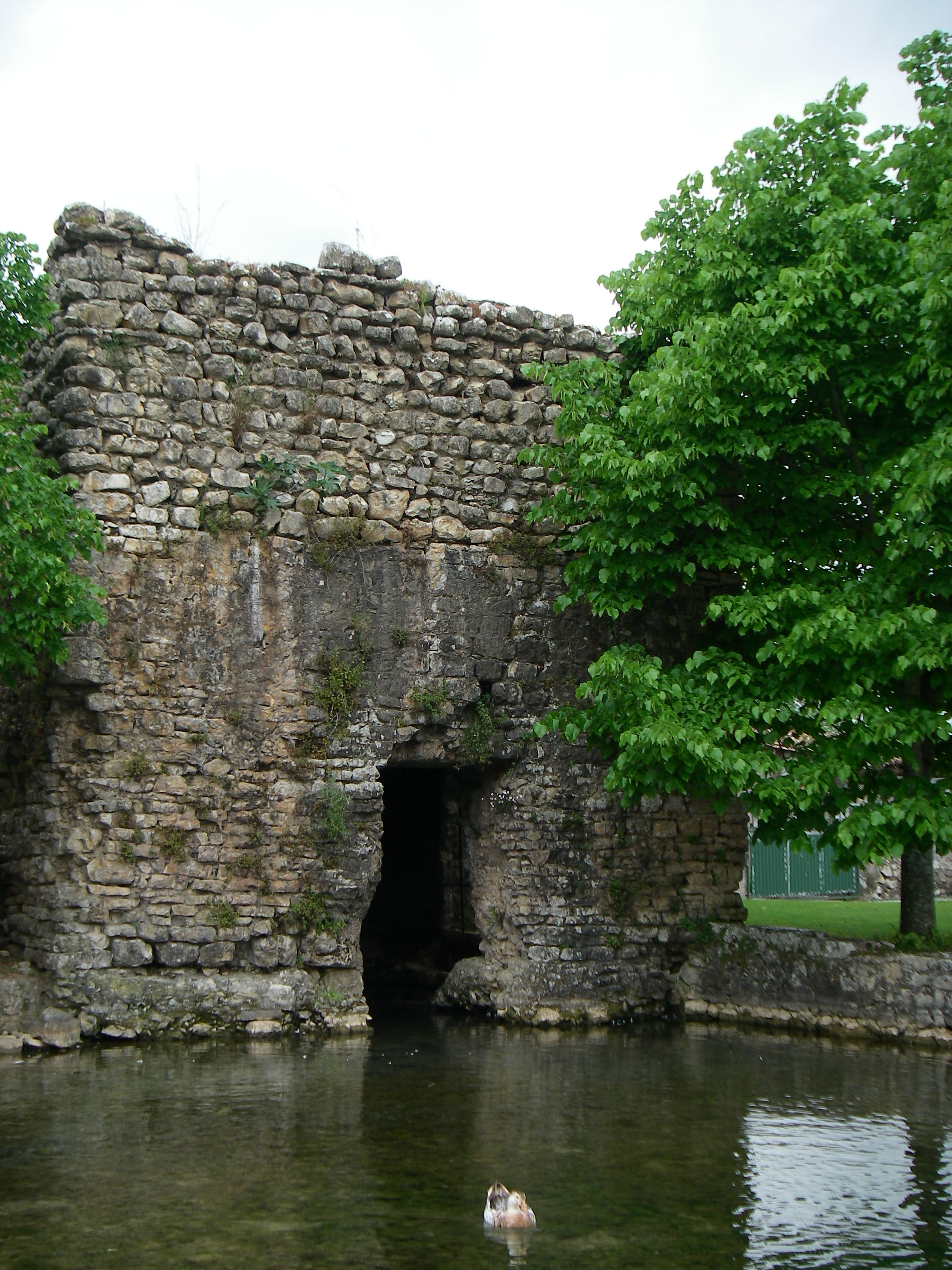
Das römische Aquädukt (Teilansicht)

Am 29. September 2013 wurden die Gemeinden Condeixa-a-Velha und Condeixa-a-Nova zur neuen Gemeinde União das Freguesias de Condeixa-a-Velha e Condeixa-a-Nova zusammengeschlossen.

## Geschichte
Conimbriga war eine relativ bedeutende Stadt in der römischen Provinz Lusitania ab etwa dem 2. Jahrhundert v. Chr. Nach dem zerstörenden Einfall der Sueben im 5. Jahrhundert n. Chr. und der Eroberung der Gegend durch die Mauren ab dem 7. Jahrhundert verließen die Bewohner den verfallenden Ort und seine, vor allem in Bezug auf Wasser schwierige Versorgungslage. Es entstand in der Nähe die neue Siedlung Condeixa. Erstmals offiziell erwähnt wurde der Ort 1086, noch als Condexe. Der etwas später in der Nähe von Mönchen gegründete Ort, der in Abgrenzung zum alten Condeixa nun Condeixa-a-Nova (dt.: Neues Condeixa) genannt wurde, gewann zunehmend an Bedeutung, und wurde 1541 eine eigene Gemeinde. Als er 1838 auch einen eigenständigen Kreis formte, wurde das mindestens seit 1219 Condeixa-a-Velha (dt.: Altes Condeixa) genannte, ursprüngliche Condeixa ihm angeschlossen.

## Kultur und Sehenswürdigkeiten
Unter seinen verschiedenen geschützten Baudenkmälern sind insbesondere die römischen Brücken- und Aquäduktanlagen aus dem ersten Jahrhundert (Aqueduto Romano de Conimbriga e Castellum de Alcabideque), und die ursprünglich im 13. Jahrhundert errichtete, um 1530 umfassend umgebaute Hauptkirche Igreja Paroquial de Condeixa-a-Velha (auch Igreja de São Pedro) zu nennen.